# El violinista en el tejado (película)
El violinista en el tejado (en inglés, Fiddler on the Roof) es una película musical estadounidense de 1971 producida y dirigida por Norman Jewison. Es una adaptación del musical de Broadway del mismo nombre de 1964, con música compuesta por Jerry Bock, letra de Sheldon Harnick y guion de Joseph Stein y basada en historias de Sholem Aleichem. Protagonizada por Chaim Topol, Norma Crane, Leonard Frey, Molly Picon y Paul Mann, la película se centra en Tevye, el padre de cinco hijas, y sus intentos de mantener sus tradiciones religiosas y culturales judías ante las influencias externas que invaden la vida de la familia.
A lo largo de la película, Tevye habla con Dios y directamente con la audiencia, rompiendo la cuarta pared. En estos monólogos, Tevye reflexiona sobre la tradición, las dificultades de ser pobre, el constante temor de la comunidad judía al hostigamiento de sus vecinos no judíos y las importantes decisiones familiares. Debe hacer frente tanto a las acciones decididas de sus tres hijas mayores, que desean casarse por amor, la elección de un marido de cada uno se aleja de las costumbres de su fe, y con el edicto del zar que desaloja a los judíos del pueblo de Anatevka.
La película fue lanzada entre la aclamación crítica y comercial y ganó tres Premios de la Academia, incluyendo mejor banda sonora original para el arreglista-director John Williams. Fue nominada para varios más, incluyendo Mejor película, Mejor actor para Topol como Tevye y Mejor actor de reparto para Frey, que interpretó al sastre Motel Kamzoil. Topol y Frey habían actuado en producciones teatrales del musical; Topol como Tevye en la producción de Londres y Frey en menor parte como Mendel, el hijo del rabino, en Broadway.

## Argumento
La acción se desarrolla en la aldea ucraniana de Anatevka, en el año 1905. Es una comunidad en la que conviven una población judía y una ortodoxa de manera más o menos cordial. Tevye (Tobías), el lechero, intenta mantener su vida tradicional, y la de sus hijas, en un momento en que los tiempos están cambiando.
Tevye tiene cinco hijas, y la mayor preocupación que tienen tanto él como su mujer de nombre Golde, es casarlas a todas con un hombre acaudalado, o bien, que tenga una buena herencia para así terminar con su línea de pobreza. Las tres mayores, Tzeitel, Hodel y Chava son las que más cerca tienen el matrimonio.
Tevye conoce un día a Perchick, un estudiante de Kiev, al que la gente de la aldea considera un radical. Tevye le invita a su casa a cenar, para el Shabbat, y después de la cena le ofrece trabajar como tutor para sus hijas más pequeñas a cambio de manutención. Durante el tiempo de su estancia en la casa de Tevye, Perchick se enamora de Hodel, e incluso ve cómo ella sigue ciegamente el modelo de vida familiar judío que tanto le molesta a él e intenta cambiarlo.
Tzeitel, la hija mayor, se casa con Motel, un sastre amigo de su infancia, que aunque es un poco cobarde es un "buen tipo", honrado pero pobre, así que Tevye decide celebrar la boda de su hija con el sastre. Chava, que es la hija que sigue en el orden de casamiento, conoce a Fyedka, quien resulta ser un amante de la literatura que se enamora de Chava. Esta última unión no será permitida por Tevye puesto que Fyedka no era judío y ya en los dos anteriores compromisos había desafiado su tradición. Esta termina casándose con Fyedka lo que significa para Tevye que su hija ha muerto. Al momento de ser exiliados de Anatevka se reconcilian.
Al final de la película se ven los problemas de la diáspora judía en la Rusia zarista, hecho por el cual son obligados a abandonar sus tierras y a establecerse en Nueva York. En la película se retrata a su vez el descontento general por las decisiones del Zar, y la influencia del marxismo en los grupos de emancipación emergentes que posteriormente darían origen a la revolución rusa.

## Reparto
- Chaim Topol como Τevye.
- Norma Crane como Golde, su esposa.
- Rosalind Harris como Tzeitel, la hija mayor.
- Michele Marsh como Hodel, la hija mediana.
- Neva Small como Chava, la hija menor.
- Molly Picon como Yente, la casamentera.
- Paul Mann como Lazar Wolf, el carnicero.
- Leonard Frey como Motel Kamzoil, el sastre.
- Paul Michael Glaser (acreditado como Michael Glaser) como Perchik.
- Barry Dennen como Mendel.
- Aharon Ipalé como Sheftel.
- Roger Lloyd-Pack como Sexton.
- Vernon Dobtcheff como oficial ruso.

## Música
1. "Prologue / Tradition" – Tevye and Company
2. "Matchmaker, Matchmaker" – Tzeitel, Hodel, Chava, Shprintze, and Bielke
3. "If I Were a Rich Man" – Tevye
4. "Sabbath Prayer" – Tevye, Golde, and Chorus
5. "To Life" – Tevye, Lazar Wolf, and Male Company
6. "Tevye's Monologue (Tzeitel and Motel)" – Tevye
7. "Miracle of Miracles" – Motel
8. "Tevye's Dream" – Tevye, Golde, Grandmother Tzeitel, Rabbi, Fruma-Sarah, and Chorus
9. "Sunrise, Sunset" – Tevye, Golde, Perchik, Hodel, and Chorus
10. "Wedding Celebration / The Bottle Dance"
11. "Entr'acte" – Orchestra
12. "Tevye's Monologue (Hodel and Perchik)" – Tevye
13. "Do You Love Me?" – Tevye and Golde
14. "Far from the Home I Love" – Hodel
15. "Chava Ballet Sequence (Little Bird, Little Chavaleh)" – Tevye
16. "Tevye's Monologue (Chava and Fyedka)" – Tevye
17. "Anatevka" – Tevye, Golde, Lazar Wolf, Yente, Mendel, Mordcha, and Company

## Producción
La decisión de elegir a Topol en lugar de Zero Mostel, como Tevye fue algo controvertida, ya que el papel se había originado con Mostel y lo había hecho famoso durante los años del musical de Broadway. Años más tarde, Jewison dijo que sentía que la personalidad tan arrolladora de Mostel estaba bien en el escenario, pero haría que el público del cine lo viera como Mostel, en lugar del personaje de Tevye.
El rodaje principal se realizó en los Pinewood Studios en Buckinghamshire, Inglaterra. La mayoría de las tomas exteriores se realizaron en la República Socialista Federativa de Yugoslavia, específicamente en Mala Gorica, Lekenik y Zagreb dentro de la república constituyente yugoslava de Croacia. Aunque el área estaba bajo una fuerte nevada durante la exploración de exteriores en 1969, durante la filmación los productores tuvieron que enviar polvo de mármol para reemplazar la nieve. Se utilizaron trescientos extras versados en varios idiomas extranjeros, así como bandadas de gansos y cerdos y sus manipuladores. Isaac Stern realizó los solos de violín.